# Ferjani Sassi
Ferjani Sassi (Ariana, 18 de març de 1992) és un futbolista professional tunisià que, actualment, juga a l'Al-Nassr com a centrecampista defensiu. Va formar part de la selecció tunisiana que va disputar la Copa del Món de Futbol de 2018 a Rússia, aconseguint marcar un gol en el partit inaugural contra la selecció anglesa.